# Toni Silva
Toni Brito Silva Sá (Bissau, 15 settembre 1993) è un calciatore guineense con cittadinanza portoghese, centrocampista del Kazma.

## Carriera

### Club
Ha giocato nel campionato inglese, bulgaro, turco, portoghese e greco.

### Nazionale
Dopo aver rappresentato l'Under-17 e l'Under-18 del Portogallo, decide di giocare per la Guinea-Bissau. Esordisce in Nazionale, segnando anche il suo primo gol, il 4 giugno 2016, nella vittoria per 3-2 contro lo Zambia valevole per le qualificazioni alla Coppa d'Africa 2017, decidendo la partita al 97' e facendo così qualificare per la prima volta i Licaoni ad una competizione internazionale.

## Statistiche

### Presenze e reti nei club
Statistiche aggiornate al 2 aprile 2019.
| Stagione           | Squadra                | Campionato         | Campionato | Campionato | Coppe nazionali | Coppe nazionali | Coppe nazionali | Coppe continentali | Coppe continentali | Coppe continentali | Altre coppe | Altre coppe | Altre coppe | Totale | Totale |
| Stagione           | Squadra                | Comp               | Pres       | Reti       | Comp            | Pres            | Reti            | Comp               | Pres               | Reti               | Comp        | Pres        | Reti        | Pres   | Reti   |
| ------------------ | ---------------------- | ------------------ | ---------- | ---------- | --------------- | --------------- | --------------- | ------------------ | ------------------ | ------------------ | ----------- | ----------- | ----------- | ------ | ------ |
| feb.-giu. 2012     | Northampton Town       | FL2                | 15         | 1          | FACup+CdL       | -               | -               | -                  | -                  | -                  | FLT         | -           | -           | 15     | 1      |
| 2012-mar. 2013     | Barnsley               | FLC                | 1          | 0          | FACup+CdL       | 0               | 0               | -                  | -                  | -                  | -           | -           | -           | 1      | 0      |
| mar.-giu. 2013     | Dag & Red              | FL2                | 4          | 0          | FACup+CdL       | -               | -               | -                  | -                  | -                  | FLT         | -           | -           | 4      | 0      |
| gen.-giu. 2014     | CSKA Sofia             | A                  | 3+12       | 2+1        | CB              | -               | -               | UEL                | -                  | -                  | -           | -           | -           | 15     | 3      |
| 2014-2015          | CSKA Sofia             | A                  | 20+7       | 4+1        | CB              | 1               | 1               | UEL                | 2                  | 0                  | -           | -           | -           | 30     | 6      |
| Totale CSKA Sofia  | Totale CSKA Sofia      | Totale CSKA Sofia  | 42         | 8          |                 | 1               | 1               |                    | 2                  | 0                  |             | -           | -           | 45     | 9      |
| ago.-nov. 2015     | Şanlıurfaspor          | 1L                 | 7          | 2          | TK              | 1               | 1               | -                  | -                  | -                  | -           | -           | -           | 8      | 3      |
| gen.-giu. 2016     | União Madeira          | PL                 | 14         | 3          | CP+CdL          | -               | -               | -                  | -                  | -                  | -           | -           | -           | 14     | 3      |
| 2016-2017          | Levadeiakos            | SL                 | 23         | 6          | CG              | 2               | 0               | -                  | -                  | -                  | -           | -           | -           | 25     | 6      |
| 2017-2018          | Levadeiakos            | SL                 | 9          | 0          | CG              | 2               | 0               | -                  | -                  | -                  | -           | -           | -           | 11     | 0      |
| Totale Levadeiakos | Totale Levadeiakos     | Totale Levadeiakos | 32         | 6          |                 | 4               | 0               |                    | -                  | -                  |             | -           | -           | 36     | 6      |
| 2018-gen. 2019     | M. Sundowns            | PL                 | 7          | 1          | NC+CdL          | 0+2             | 0               | CCL                | 0                  | 0                  | MTN 8       | 2           | 1           | 11     | 2      |
| gen.-giu. 2019     | Al-Ittihad Alessandria | PL                 | 7          | 0          | CE              | 0               | 0               | -                  | -                  | -                  | -           | -           | -           | 7      | 0      |
| Totale carriera    | Totale carriera        | Totale carriera    | 129        | 21         |                 | 8               | 2               |                    | 2                  | 0                  |             | 2           | 1           | 141    | 24     |

### Cronologia presenze e reti in nazionale
| Cronologia completa delle presenze e delle reti in nazionale ― Guinea-Bissau | Cronologia completa delle presenze e delle reti in nazionale ― Guinea-Bissau | Cronologia completa delle presenze e delle reti in nazionale ― Guinea-Bissau | Cronologia completa delle presenze e delle reti in nazionale ― Guinea-Bissau | Cronologia completa delle presenze e delle reti in nazionale ― Guinea-Bissau | Cronologia completa delle presenze e delle reti in nazionale ― Guinea-Bissau | Cronologia completa delle presenze e delle reti in nazionale ― Guinea-Bissau | Cronologia completa delle presenze e delle reti in nazionale ― Guinea-Bissau |
| Data                                                                         | Città                                                                        | In casa                                                                      | Risultato                                                                    | Ospiti                                                                       | Competizione                                                                 | Reti                                                                         | Note                                                                         |
| ---------------------------------------------------------------------------- | ---------------------------------------------------------------------------- | ---------------------------------------------------------------------------- | ---------------------------------------------------------------------------- | ---------------------------------------------------------------------------- | ---------------------------------------------------------------------------- | ---------------------------------------------------------------------------- | ---------------------------------------------------------------------------- |
| 4-6-2016                                                                     | Bissau                                                                       | Guinea-Bissau                                                                | 3 – 2                                                                        | Zambia                                                                       | Qual. Coppa d'Africa 2017                                                    | 1                                                                            | 59’                                                                          |
| 4-9-2016                                                                     | Brazzaville                                                                  | Rep. del Congo                                                               | 1 – 0                                                                        | Guinea-Bissau                                                                | Qual. Coppa d'Africa 2017                                                    | -                                                                            |                                                                              |
| 14-1-2017                                                                    | Libreville                                                                   | Gabon                                                                        | 1 – 1                                                                        | Guinea-Bissau                                                                | Coppa d'Africa 2017 - 1º turno                                               | -                                                                            |                                                                              |
| 18-1-2017                                                                    | Libreville                                                                   | Camerun                                                                      | 2 – 1                                                                        | Guinea-Bissau                                                                | Coppa d'Africa 2017 - 1º turno                                               | -                                                                            | 66’                                                                          |
| 22-1-2017                                                                    | Libreville                                                                   | Guinea-Bissau                                                                | 0 – 2                                                                        | Burkina Faso                                                                 | Coppa d'Africa 2017 - 1º turno                                               | -                                                                            |                                                                              |
| 25-3-2017                                                                    | Durban                                                                       | Sudafrica                                                                    | 3 – 1                                                                        | Guinea-Bissau                                                                | Amichevole                                                                   | -                                                                            | 78’                                                                          |
| 10-6-2017                                                                    | Bissau                                                                       | Guinea-Bissau                                                                | 1 – 0                                                                        | Namibia                                                                      | Qual. Coppa d'Africa 2019                                                    | -                                                                            |                                                                              |
| 8-9-2018                                                                     | Maputo                                                                       | Mozambico                                                                    | 2 – 2                                                                        | Guinea-Bissau                                                                | Qual. Coppa d'Africa 2019                                                    | -                                                                            | 90+6’                                                                        |
| 10-10-2018                                                                   | Ndola                                                                        | Zambia                                                                       | 2 – 1                                                                        | Guinea-Bissau                                                                | Qual. Coppa d'Africa 2019                                                    | -                                                                            |                                                                              |
| 14-10-2018                                                                   | Bissau                                                                       | Guinea-Bissau                                                                | 2 – 1                                                                        | Zambia                                                                       | Qual. Coppa d'Africa 2019                                                    | 1                                                                            |                                                                              |
| 17-11-2018                                                                   | Windhoek                                                                     | Namibia                                                                      | 0 – 0                                                                        | Guinea-Bissau                                                                | Qual. Coppa d'Africa 2019                                                    | -                                                                            |                                                                              |
| 23-3-2019                                                                    | Bissau                                                                       | Guinea-Bissau                                                                | 2 – 2                                                                        | Mozambico                                                                    | Qual. Coppa d'Africa 2019                                                    | -                                                                            | 84’                                                                          |
| 8-6-2019                                                                     | Penafiel                                                                     | Angola                                                                       | 2 – 0                                                                        | Guinea-Bissau                                                                | Amichevole                                                                   | -                                                                            | 46’                                                                          |
| 25-6-2019                                                                    | Ismailia                                                                     | Camerun                                                                      | 2 – 0                                                                        | Guinea-Bissau                                                                | Coppa d'Africa 2019 - 1º turno                                               | -                                                                            | 71’                                                                          |
| 2-7-2019                                                                     | Suez                                                                         | Guinea-Bissau                                                                | 0 – 2                                                                        | Ghana                                                                        | Coppa d'Africa 2019 - 1º turno                                               | -                                                                            | 68’                                                                          |
| 4-9-2019                                                                     | Sao Tomé                                                                     | São Tomé e Príncipe                                                          | 0 – 1                                                                        | Guinea-Bissau                                                                | Qual. Mondiali 2022                                                          | -                                                                            | 82’                                                                          |
| 10-9-2019                                                                    | Bissau                                                                       | Guinea-Bissau                                                                | 2 – 1                                                                        | São Tomé e Príncipe                                                          | Qual. Mondiali 2022                                                          | -                                                                            | 74’                                                                          |
| 17-11-2019                                                                   | Brazzaville                                                                  | Rep. del Congo                                                               | 3 – 0                                                                        | Guinea-Bissau                                                                | Qual. Mondiali 2022                                                          | -                                                                            | 83’                                                                          |
| 22-3-2024                                                                    | Tétouan                                                                      | Sudan                                                                        | 1 – 0                                                                        | Guinea-Bissau                                                                | Amichevole                                                                   | -                                                                            | 68’                                                                          |
| 25-3-2024                                                                    | Tétouan                                                                      | Sudan                                                                        | 1 – 2                                                                        | Guinea-Bissau                                                                | Amichevole                                                                   | 1                                                                            | 71’                                                                          |
| 6-6-2024                                                                     | Bissau                                                                       | Guinea-Bissau                                                                | 0 – 0                                                                        | Etiopia                                                                      | Qual. Mondiali 2026                                                          | -                                                                            | 87’                                                                          |
| Totale                                                                       |                                                                              | Presenze                                                                     | 21                                                                           |                                                                              | Reti                                                                         | 3                                                                            |                                                                              |

## Palmarès

### Club

#### Competizioni nazionali
- Supercoppa del Kazakistan: 1

Tobıl: 2021